# Saint-Vulbas
Saint-Vulbas es una comuna francesa del departamento de Ain, en la región de Auvernia-Ródano-Alpes.

## Demografía
| 263 | 370 | 975 | 464 | 710 | 804 | 883 | 949 | 1 068 |
| Para los censos de 1962 a 1999 la población legal corresponde a la población sin duplicidades (Fuente: INSEE [Consultar]) |     |     |     |     |     |     |     |       |